# Edgar Allison Peers
Edgar Allison Peers (* 7. Mai 1891 in Leighton Buzzard, Bedfordshire; † 21. Dezember 1952 in Liverpool) war ein britischer Romanist und Hispanist.

## Leben und Werk
Peers studierte am Christ’s College (Cambridge). Mit der preisgekrönten Schrift Elizabethan Drama and its Mad Folk (Cambridge 1914) machte er ein erstes Mal auf sich aufmerksam.
Er schloss 1913 ab und wurde Gymnasiallehrer. 1920 ging er an die University of Liverpool, zuerst als Lecturer, von 1922 bis zu seinem Tod als Gilmour-Professor für Spanisch. 1931 wurde er in die American Academy of Arts and Sciences gewählt. 1934 gründete er das Institute of Hispanic Studies.
Peers war ab 1923 bis zu seinem Tod Gründungsherausgeber der Zeitschrift Bulletin of Spanish Studies (ab 1949 Bulletin of Hispanic Studies).
In mehreren polemischen Schriften, die er unter dem Pseudonym Bruce Truscot veröffentlichte, prägte Peers den Begriff der „red-brick university“ (z. B. Liverpool, im Gegensatz zu den traditionell und elitär ausgerichteten Universitäten nach Art von Oxford und Cambridge).
Seit 2009 veranstaltet die Universität Liverpool ein jährliches Symposium, das seinen Namen trägt („E. Allison Peers Symposium in Hispanic Studies“).

## Werke

### Spanische Mystik
- Spanish mysticism. A preliminary survey, London 1924 (spanisch: El misticismo español, Buenos Aires 1947)
- Studies of the Spanish Mystics, 2 Bde., London 1927–1930, 1951, 1960
- Behind that wall. An introduction to some classics of the interior life, New York 1948 (betrifft Augustinus von Hippo, Ramon Lull, Nachfolge Christi, Jan van Ruysbroek, Die Wolke des Nichtwissens, Ignatius von Loyola, Petrus von Alcantara, Teresa von Ávila, Johannes vom Kreuz, Franz  von Sales, Jeremy Taylor (1613–1667), Henry Vaughan und Thomas Traherne (1637–1674))
- The Mystics of Spain, London 1951, Mineola 2002 (deutsch: Die spanischen Mystiker, Zürich 1956)

#### Ramón Lull
*A life of Ramón Lull, London 1927
- Ramon Lull. A biography, London 1929
- Fool of love. The life of Ramon Lull, London 1946 (katalanisch: Foll d'amor. La vida de Ramon Llull, Palma de Mallorca 1966)
- (Übersetzer)  Ramon Lull, Blanquerna, hrsg. von Robert Irwin, London  1988

#### Johannes vom Kreuz
- St. John of the Cross, Cambridge 1932, 1961
- (Hrsg.) The Complete Works of Saint John of the Cross, 3 Bde., London 1934–1935
- Spirit of flame. A study of St. John of the Cross, London 1943, 1946, 1961, New York 1944 (spanisch: San Juan de la Cruz. Espíritu de llama, Madrid 1950)
- St. John of the Cross, and other lectures and addresses, 1920–1945, London 1946
- (Hrsg. und Übersetzer) The Poems of St. John of the Cross, London 1947

#### Teresa von Avila
- Mother of Carmel. A portrait of St. Teresa of Jesus, London 1945, 1946, 1961, 1979 (spanisch:  Madre del Carmelo. Retrato de Santa Teresa de Jesús, Madrid 1948)
- (Hrsg. und Übersetzer) The complete works of Saint Teresa of Jesus, 3 Bde., London 1946
- (Hrsg. und Übersetzer) The letters of Saint Teresa of Jesus, 2 Bde., London 1950–1951
- Handbook to the life and times of St. Teresa and St. John of the Cross, London 1953
- Saint Teresa of Jesus and other essays and addresses, London 1953

### Spanische Romantik
- (mit Margery B. Finch) The Origins of French Romanticism, London 1920
- Rivas and romanticism in Spain, Liverpool 1923
- Angel de Saavedra, Duque de Rivas. A critical study, 2 Bde., in: Revue Hispanique 58, 133–134, 1923
- Studies in the influence of Sir Walter Scott in Spain, in: Revue Hispanique 68, 153, 1926, S. 1–160
- (Hrsg.) Les Poesies de Manuel de Cabanyes (1808-1833), Barcelona 1933, Vilanova 1933, 1982
- The History of the Romantic Movement in Spain, 2 Bde., Cambridge 1940, 1964, 2014 (spanisch:  Historia del movimiento romántico español, 2 Bde., Madrid 1967–1973)
- A Short history of the Romantic movement in Spain, Liverpool 1949, New York 1976

### Spanische Landeskunde, Geschichte, Zeitgeschichte
- Royal Seville, New York/London 1926
- Santander, London 1927
- Granada, London 1929
- (Hrsg.) Spain. A Companion to Spanish Travel, London/New York 1930
- The Pyrenees. French and Spanish, London 1932
- The Spanish Tragedy 1930-1936. Dictatorship. Republic. Chaos, London 1936 (norwegisch Oslo 1937)
- The Spanish tragedy 1930-1937. Dictatorship. Republic. Chaos. Rebellion. War, New York 1937
- Spain in eclipse 1937-1943. A sequel to The Spanish tragedy, London 1943, London 1945
- Catalonia infelix, London 1937, New York 1938, Westport 1970 (katalanisch: Catalonia infelix = Dissortada Catalunya, Lleida 1986, Berga 2004)
- Our debt to Spain, London 1938
- Spain, the Church and the Orders, London 1939, 1945
- The Spanish Dilemma, London 1940

### Lehrbücher/Didaktik Spanisch
- (Hrsg.) A phonetic Spanish reader. Extracts from great writers selected and transcribed, Manchester 1920
- A skeleton Spanish grammar, London/Glasgow 1922, 1944
- Spanish Free Composition, London 1925, Boston 1928
- Intermediate Spanish composition, New York 1932
- (Hrsg.) Spain. A Companion to Spanish Studies, London 1929, 1948, 1956
- (Hrsg.) A Handbook to the Study and Teaching of Spanish, London 1938
- Spanish—now, London 1944
- "New" tongues. Or, Modern language teaching of the future, London 1945

### Weitere Herausgebertätigkeit
- (Hrsg.) La Vida de Lazarillo de Tormes, London 1923
- (Hrsg.) A Spanish Poetry Book for School and Home, London 1924
- (Hrsg.) La Batalla de Roncesvalles, and other romances, London 1924
- (Hrsg.) From Cadalso to Rubén Darío, Liverpool 1940
- (Hrsg.) Spanish golden age poetry and drama, Liverpool 1946
- (Hrsg.) A Critical Anthology of Spanish Verse, London 1948

### Polemik unter dem Pseudonym Bruce Truscot
- Redbrick University, London 1943
- Redbrick and these Vital Days, London 1945
- First Year at the University, London 1946